# Грега Жемля
Грега Жемля (словен. Grega Žemlja; нар. 29 вересня 1986) — колишній словенський тенісист.
Найвищу одиночну позицію світового рейтингу — 43 місце досяг 15 липня 2013, парну — 252 місце — 21 листопада 2011 року.
Найвищим досягненням на турнірах Великого шолома було 3 коло в одиночному розряді.
Завершив кар'єру 2017 року.

## Фінали турнірів ATP за кар'єру

### Одиночний розряд: 1 (1 поразка)
| Легенда (одиночний розряд)                  |
| ------------------------------------------- |
| Турніри Великого шолома(0–0)                |
| Фінали Світового туру ATP (0–0)             |
| Серія Мастерс 1000 Світового Туру ATP (0–0) |
| Серія 500 Світового туру ATP (0–0)          |
| Серія 250 Світового туру ATP (0–1)          |

| Титули за покриттям |
| ------------------- |
| Тверде (0–1)        |
| Ґрунт (0–0)         |
| Трава (0–0)         |
| Килим (0–0)         |

| Результат | В-П | Дата     | Турнір               | Рівень    | Покриття   | Суперник               | Рахунок  |
| --------- | --- | -------- | -------------------- | --------- | ---------- | ---------------------- | -------- |
| Поразка   | 0–1 | Жов 2012 | Vienna Open, Австрія | Серія 250 | Тверде (i) | Хуан Мартін дель Потро | 5–7, 3–6 |

## Фінали ATP Челленджер і ITF Ф'ючерс

### Одиночний розряд: 38 (17–21)
| Легенда               |
| --------------------- |
| ATP Челленджер (6–13) |
| ITF Ф'ючерс (11–8)    |

| Фінали за покриттям |
| ------------------- |
| Тверде (7–11)       |
| Ґрунт (9–10)        |
| Трава (1–0)         |
| Килим (0–0)         |

| Результат | В-П   | Дата     | Турнір                           | Рівень     | Покриття | Суперник              | Рахунок            |
| --------- | ----- | -------- | -------------------------------- | ---------- | -------- | --------------------- | ------------------ |
| Перемога  | 1–0   | Чер 2004 | Словенія F2, Марибор             | Ф'ючерс    | Ґрунт    | Карлос Берлок         | 6–7(1–7), 6–3, 6–4 |
| Поразка   | 1–1   | Тра 2005 | Угорщина F1, Будапешт            | Ф'ючерс    | Ґрунт    | Шебе Кіш              | 1–6, 2–6           |
| Поразка   | 1–2   | Тра 2005 | Боснія і Герцеговина F1, Сараєво | Ф'ючерс    | Ґрунт    | Ілія Бозоляц          | 4–6, 3–6           |
| Перемога  | 2–2   | Чер 2005 | Словенія F1, Крань               | Ф'ючерс    | Ґрунт    | Роман Веґелі          | 7–6(7–4), 6–3      |
| Перемога  | 3–2   | Чер 2005 | Словенія F2, Марибор             | Ф'ючерс    | Ґрунт    | Вилим Висак           | 6–1, 7–5           |
| Перемога  | 4–2   | Чер 2005 | Словенія F3, Копер (Словенія)    | Ф'ючерс    | Ґрунт    | Марко Педріні         | 6–7(2–7), 6–4, 6–4 |
| Поразка   | 4–3   | Тра 2006 | Боснія і Герцеговина F1, Сараєво | Ф'ючерс    | Ґрунт    | Сесар Феррер-Вікторія | 3–6, 6–7(6–8)      |
| Перемога  | 5–3   | Чер 2006 | Словенія F1, Порторож            | Ф'ючерс    | Тверде   | Расмус Нербю          | 6–1, 6–0           |
| Поразка   | 5–4   | Вер 2006 | Німеччина F15, Кемптен           | Ф'ючерс    | Ґрунт    | Тобіас Заммерер       | 4–6, 4–6           |
| Поразка   | 5–5   | Жов 2006 | Португалія F5, Понта-Делгада     | Ф'ючерс    | Тверде   | В'єкослав Скедерович  | 4–6, 1–6           |
| Поразка   | 5–6   | Лют 2007 | Австралія F1, Вуллонгонг         | Ф'ючерс    | Тверде   | Роберт Смітс          | 5–7, 1–6           |
| Перемога  | 6–6   | Жов 2007 | Німеччина F19, Ляймен            | Ф'ючерс    | Тверде   | Марцель Ціммерманн    | 6–3, 7–5           |
| Перемога  | 7–6   | Бер 2008 | Хорватія F3, Пореч               | Ф'ючерс    | Ґрунт    | Андреа Арнабольді     | 7–6(7–4), 6–1      |
| Перемога  | 8–6   | Чер 2008 | Словенія F1, Кршко               | Ф'ючерс    | Ґрунт    | Марцель Ціммерманн    | 4–6, 6–4, 6–1      |
| Перемога  | 9–6   | Чер 2008 | Словенія F3, Копер (Словенія)    | Ф'ючерс    | Ґрунт    | Блаж Кавчич           | 2–6, 6–1, 6–2      |
| Поразка   | 9–7   | Чер 2008 | Реканаті, Італія                 | Челленджер | Тверде   | Орасіо Себальйос      | 3–6, 4–6           |
| Поразка   | 9–8   | Жов 2008 | Хорватія F10, Дубровник          | Ф'ючерс    | Ґрунт    | Сімоне Ваньйоцці      | 3–6, 4–6           |
| Перемога  | 10–8  | Лис 2008 | Канкун, Мексика                  | Челленджер | Ґрунт    | Мартін Алунд          | 6–2, 6–1           |
| Поразка   | 10–9  | Лют 2009 | Берні, Австралія                 | Челленджер | Тверде   | Брайден Клейн         | 3–6, 3–6           |
| Поразка   | 10–10 | Вер 2009 | Любляна, Словенія                | Челленджер | Ґрунт    | Паоло Лоренці         | 6–1, 6–7(4–7), 2–6 |
| Поразка   | 10–11 | Лис 2009 | Канкун, Мексика                  | Челленджер | Ґрунт    | Ніколас Массу         | 3–6, 5–7           |
| Поразка   | 10–12 | Січ 2010 | Гонолулу, США                    | Челленджер | Тверде   | Майкл Расселл         | 0–6, 3–6           |
| Перемога  | 11–12 | Лют 2011 | Калаундра, Австралія             | Челленджер | Тверде   | Бернард Томіч         | 7–6(7–4), 6–3      |
| Поразка   | 11–13 | Чер 2011 | Рієка, Хорватія                  | Челленджер | Ґрунт    | Руї Мачадо            | 3–6, 0–6           |
| Поразка   | 11–14 | Вер 2011 | Любляна, Словенія                | Челленджер | Ґрунт    | Паоло Лоренці         | 2–6, 4–6           |
| Поразка   | 11–15 | Лис 2011 | Зальцбург, Австрія               | Челленджер | Тверде   | Бенуа Пер             | 7–6(8–6), 4–6, 4–6 |
| Перемога  | 12–15 | Чер 2012 | Ноттінгем, Велика Британія       | Челленджер | Трава    | Кароль Бек            | 7–6(7–3), 4–6, 6–4 |
| Перемога  | 13–15 | Лип 2012 | Аньнін, КНР                      | Челленджер | Ґрунт    | Аляж Бедене           | 1–6, 7–5, 6–3      |
| Перемога  | 14–15 | Сер 2012 | Пекін, КНР                       | Челленджер | Тверде   | Ву Ді                 | 6–3, 6–0           |
| Перемога  | 15–15 | Лип 2013 | Порторож, Словенія               | Челленджер | Тверде   | Мартін Фішер          | 6–4, 7–5           |
| Поразка   | 15–16 | Лют 2015 | Іран F4, Кіш                     | Ф'ючерс    | Тверде   | Жуль Марі             | 1–6, 4–6           |
| Перемога  | 16–16 | Бер 2015 | Іран F5, Кіш                     | Ф'ючерс    | Тверде   | Жуль Марі             | 6–3, 6–3           |
| Перемога  | 17–16 | Кві 2015 | КНР F4, Юйсі                     | Ф'ючерс    | Тверде   | Kim Cheong-Eui        | 7–6(7–4), 6–3      |
| Поразка   | 17–17 | Сер 2015 | Порторож, Словенія               | Челленджер | Тверде   | Лука Ванні            | 3–6, 6–7(6–8)      |
| Поразка   | 17–18 | Жов 2015 | Лас-Вегас, США                   | Челленджер | Тверде   | Тіємо де Баккер       | 6–3, 3–6, 1–6      |
| Поразка   | 17–19 | Кві 2016 | Кванджу, Південна Корея          | Челленджер | Тверде   | Річардас Беранкіс     | 3–6, 2–6           |
| Поразка   | 17–20 | Кві 2016 | Нанкін, КНР                      | Челленджер | Ґрунт    | Річардас Беранкіс     | 3–6, 4–6           |
| Поразка   | 17–21 | Жов 2016 | Traralgon, Австралія             | Челленджер | Тверде   | Джордан Томпсон       | 1–6, 2–6           |

### Парний розряд: 14 (5–9)
| Легенда              |
| -------------------- |
| ATP Челленджер (2–1) |
| ITF Ф'ючерс (3–8)    |

| Фінали за покриттям |
| ------------------- |
| Тверде (3–3)        |
| Ґрунт (2–6)         |
| Трава (0–0)         |
| Килим (0–0)         |

| Результат | В-П | Дата     | Турнір                           | Рівень     | Покриття | Партнер         | Суперники                                           | Рахунок                  |
| --------- | --- | -------- | -------------------------------- | ---------- | -------- | --------------- | --------------------------------------------------- | ------------------------ |
| Поразка   | 0–1 | Чер 2004 | Словенія F2, Марибор             | Ф'ючерс    | Ґрунт    | Рок Ярць        | Херман Пуентес-Альканьїс Антоніо Бальдельйоу-Естева | 2–6, 1–6                 |
| Поразка   | 0–2 | Сер 2004 | Сербія і Чорногорія F6, Ниш      | Ф'ючерс    | Ґрунт    | Рок Ярць        | Никола Чирич Ґоран Тошич                            | 0–1 ret.                 |
| Перемога  | 1–2 | Лис 2004 | Туніс F5, Монастір               | Ф'ючерс    | Тверде   | Bostjan Osabnik | Мацей Ділай Piotr Dilaj                             | 7–6(7–3), 6–3            |
| Поразка   | 1–3 | Гру 2004 | Туніс F6, Мекрін                 | Ф'ючерс    | Тверде   | Bostjan Osabnik | Хайтем Абід Малік Джазірі                           | 6–7(3–7), 3–6            |
| Поразка   | 1–4 | Тра 2005 | Боснія і Герцеговина F1, Сараєво | Ф'ючерс    | Ґрунт    | Рок Ярць        | Ілія Бозоляц Ґоран Тошич                            | 3–6, 5–7                 |
| Перемога  | 2–4 | Чер 2005 | Словенія F1, Крань               | Ф'ючерс    | Ґрунт    | Рок Ярць        | Фабіо Коланджело Алессандро да Коль                 | 2–6, 7–6(8–6), 6–3       |
| Перемога  | 3–4 | Жов 2005 | Франція F17, Сен-Дізьє           | Ф'ючерс    | Тверде   | Рок Ярць        | Олів'є Шарруен Гарі Лугассі                         | 3–6, 7–6(7–4), 6–0       |
| Поразка   | 3–5 | Жов 2006 | Португалія F4, Албуфейра         | Ф'ючерс    | Тверде   | Блаж Кавчич     | В'єкослав Скедерович Йошко Топич                    | 3–6, 0–6                 |
| Поразка   | 3–6 | Лют 2007 | Австралія F1, Вуллонгонг         | Ф'ючерс    | Тверде   | Ксав'є Одуа     | Алберто Франсіс Трой Ган                            | 6–1, 2–6, 3–6            |
| Поразка   | 3–7 | Кві 2007 | Італія F11, Падуя                | Ф'ючерс    | Ґрунт    | Блаж Кавчич     | Алехандро Фаббрі Габрієль Трухільйо Солер           | 6–7(5–7), 2–6            |
| Поразка   | 3–8 | Чер 2010 | Марбург, Німеччина               | Челленджер | Ґрунт    | Гільєрмо Оласо  | Маттіас Бахінгер Деніс Ґремельмайр                  | 4–6, 4–6                 |
| Перемога  | 4–8 | Вер 2011 | Любляна, Словенія                | Челленджер | Ґрунт    | Аляж Бедене     | Роберто Баутіста Аґут Іван Наварро                  | 6–3, 6–7(10–12), [12–10] |
| Поразка   | 4–9 | Чер 2012 | Словенія F1, Блед                | Ф'ючерс    | Ґрунт    | Аляж Бедене     | Мислав Хижак Трістан-Замуель Вайсборн               | без гри                  |
| Перемога  | 5–9 | Жов 2015 | Сакраменто, США                  | Челленджер | Тверде   | Блаж Кавчич     | Даніель Брандс Дастін Браун                         | 6–1, 3–6, [10–3]         |

## Часовий графік результатів
| W | Ф | ПФ | ЧФ | #Р | КТ | К# | DNQ | A | NH |

### Одиночний розряд
| Турніри Великого шлему                 |     |     |     |     |     |     |     |     |     |     |     |     |        |      |     |
| Відкритий чемпіонат Австралії з тенісу | К1р |     |     | К3р | 1р  | 1р  | К2р | 1р  |     |     | К1р | К1р | 0 / 3  | 0–3  | 0%  |
| Відкритий чемпіонат Франції з тенісу   |     |     |     | К1р | 2р  | К1р | К1р | 2р  | К1р |     | К2р | К1р | 0 / 2  | 2–2  | 50% |
| Вімблдонський турнір                   |     |     |     | 1р  | К2р | 2р  | 2р  | 3р  | К1р |     | К2р | К2р | 0 / 4  | 4–4  | 50% |
| Відкритий чемпіонат США з тенісу       |     | К1р |     | К1р | К1р | К3р | 3р  | 1р  |     |     | К1р |     | 0 / 2  | 2–2  | 50% |
| В-П                                    | 0–0 | 0–0 | 0–0 | 0–1 | 1–2 | 1–2 | 3–2 | 3–4 | 0–0 | 0–0 | 0–0 | 0–0 | 0 / 11 | 8–11 | 42% |
| Тур ATP Мастерс 1000                   |     |     |     |     |     |     |     |     |     |     |     |     |        |      |     |
| Відкритий чемпіонат Маямі з тенісу     |     |     |     |     |     | К2р | К1р | 3р  |     |     | К2р | К1р | 0 / 1  | 2–1  | 67% |
| Рим                                    |     |     |     |     |     |     |     | К2р |     |     |     |     | 0 / 0  | 0–0  | –   |
| Мастерс Канада                         |     |     |     |     | К1р |     |     | 1р  |     |     |     |     | 0 / 1  | 0–1  | 0%  |
| Мастерс Цинциннаті                     |     |     |     |     | К1р |     |     | К2р |     |     |     |     | 0 / 0  | 0–0  | –   |
| Шанхай                                 |     |     |     |     | К2р | К1р | К2р |     |     |     |     |     | 0 / 0  | 0–0  | –   |
| В-П                                    | 0–0 | 0–0 | 0–0 | 0–0 | 0–0 | 0–0 | 0–0 | 2–2 | 0–0 | 0–0 | 0–0 | 0–0 | 0 / 2  | 2–2  | 50% |

## Кубок Девіса

### Результати в одиночному розряді (18–10)
| Розіграш                         | Раунд | Дата      | Супротивник     | Покриття                 | Суперник           | Результат                    | Результат |
| -------------------------------- | ----- | --------- | --------------- | ------------------------ | ------------------ | ---------------------------- | --------- |
| Група II зони Європа/Африка 2005 | 1р    | 3-04-2005 | Ivory Coast     | Тенісний корт            | Валентен Санон     | 6–4, 6–4, 7–5                | Перемога  |
| Група II зони Європа/Африка 2005 | ЧФ    | 7-15-2005 | Латвія          | Ґрунтовий корт           | Ернестс Гулбіс     | 5–7, 6–3, 6–1, 6–4           | Перемога  |
| Група II зони Європа/Африка 2005 | ПФ    | 9-25-2005 | Португалія      | Ґрунтовий корт           | Руї Мачадо         | 3–6, 3–6, 6–2, 4–6           | Поразка   |
| Група II зони Європа/Африка 2006 | 1р    | 4-07-2006 | Алжир           | Ґрунтовий корт           | Сліман Сауді       | 7–5, 6–2                     | Перемога  |
| Група II зони Європа/Африка 2006 | 1р    | 4-09-2006 | Алжир           | Ґрунтовий корт           | Лямін Уахаб        | 3–6, 6–2, 6–4, 3–6, 4–6      | Поразка   |
| Група II зони Європа/Африка 2006 | RPO   | 7-21-2006 | Ірландія        | Трава                    | Кевін Соренсен     | 6–2, 7–5, 6–1                | Перемога  |
| Група II зони Європа/Африка 2006 | RPO   | 7-23-2006 | Ірландія        | Трава                    | Конор Ніланд       | 6–4, 6–2                     | Перемога  |
| Група II зони Європа/Африка 2007 | 1р    | 4-06-2007 | Естонія         | Тенісний корт            | Юрген Зопп         | 4–6, 6–4, 7–6(7–3), 6–3      | Перемога  |
| Група II зони Європа/Африка 2007 | 1р    | 4-08-2007 | Естонія         | Тенісний корт            | Майт Кюннап        | 6–3, 6–2, 3–6, 6–7(2–7), 6–3 | Перемога  |
| Група II зони Європа/Африка 2007 | ЧФ    | 7-22-2007 | Марокко         | Корт з твердим покриттям | Юнес Ель-Айнауї    | 6–7(2–7), 2–6, 4–6           | Поразка   |
| Група II зони Європа/Африка 2008 | RPO   | 7-18-2008 | Туніс           | Ґрунтовий корт           | Малік Джазірі      | 3–6, 6–1, 4–6, 6–3, 6–4      | Перемога  |
| Група II зони Європа/Африка 2009 | 1р    | 3-06-2009 | Єгипет          | Тенісний корт            | Шеріф Сабри        | 7–5, 7–6(8–6), 6–2           | Перемога  |
| Група II зони Європа/Африка 2009 | ЧФ    | 7-10-2009 | Литва           | Ґрунтовий корт           | Річардас Беранкіс  | 6–1, 6–4, 6–3                | Перемога  |
| Група II зони Європа/Африка 2009 | ЧФ    | 7-12-2009 | Литва           | Ґрунтовий корт           | Dovydas Sakinis    | 6–4, 2–6, 6–1                | Перемога  |
| Група II зони Європа/Африка 2009 | ПФ    | 9-18-2009 | Латвія          | Тенісний корт            | Андіс Юшка         | 6–1, 6–1, 6–4                | Перемога  |
| Група II зони Європа/Африка 2009 | ПФ    | 9-20-2009 | Латвія          | Тенісний корт            | Ернестс Гулбіс     | 2–6, 6–3, 3–6, 5–7           | Поразка   |
| Група II зони Європа/Африка 2010 | 1р    | 3-05-2010 | Норвегія        | Тенісний корт            | Ерлінґ Твейт       | 6–2, 6–2, 7–6(7–2)           | Перемога  |
| Група II зони Європа/Африка 2010 | ЧФ    | 7-09-2010 | Болгарія        | Тенісний корт            | Тодор Енев         | 6–2, 6–1                     | Перемога  |
| Група II зони Європа/Африка 2010 | ПФ    | 9-17-2010 | Литва           | Тенісний корт            | Річардас Беранкіс  | 7–6(7–2), 6–4, 6–3           | Перемога  |
| Група II зони Європа/Африка 2010 | ПФ    | 9-19-2010 | Литва           | Тенісний корт            | Лауринас Грігеліс  | 6–3, 7–6(7–4), 6–3           | Перемога  |
| Група I зони Європа/Африка 2011  | 1р    | 3-04-2011 | Finland         | Тенісний корт            | Яркко Ніємінен     | 6–3, 3–6, 4–6, 3–6           | Поразка   |
| Група I зони Європа/Африка 2011  | 1р    | 3-06-2011 | Finland         | Тенісний корт            | Мікке Контінен     | 2–6, 6–3, 6–3, 6–3           | Перемога  |
| Група I зони Європа/Африка 2011  | 2р    | 7-08-2011 | Італія          | Тенісний корт            | Фабіо Фоніні       | 6–1, 4–6, 4–6, 4–6           | Поразка   |
| Група I зони Європа/Африка 2011  | 2р    | 7-10-2011 | Італія          | Тенісний корт            | Сімоне Болеллі     | 5–7, 3–6                     | Поразка   |
| Група I зони Європа/Африка 2012  | 1р    | 2-10-2012 | Данія           | Тенісний корт            | Крістіан Плесс     | 6–0, 6–1, 6–4                | Перемога  |
| Група I зони Європа/Африка 2012  | 2р    | 4-06-2012 | Південна Африка | Тенісний корт            | Ізак ван дер Мерве | 1–6, 6–3, 3–6, 4–6           | Поразка   |
| Група I зони Європа/Африка 2013  | 1р    | 1-02-2013 | Польща          | Тенісний корт            | Лукаш Кубот        | 3–6, 2–6, 0–6                | Поразка   |
| Група I зони Європа/Африка 2013  | 1р    | 3-02-2013 | Польща          | Тенісний корт            | Єжи Янович         | 6–7(4–7), 3–6, 3–6           | Поразка   |

### Результати в парному розряді (11–8)
| Розіграш                         | Раунд | Дата      | Партнер        | Супротивник     | Покриття      | Суперники                             | Результат                           | Результат |
| -------------------------------- | ----- | --------- | -------------- | --------------- | ------------- | ------------------------------------- | ----------------------------------- | --------- |
| Група II зони Європа/Африка 2005 | 1р    | 3-05-2005 | Рок Ярць       | Ivory Coast     | Тенісний корт | Клод Н'Горан Валентен Санон           | 6–2, 6–2 ret.                       | Перемога  |
| Група II зони Європа/Африка 2005 | ПФ    | 9-24-2005 | Рок Ярць       | Португалія      | Тенісний корт | Фредеріко Жіль Leonardo Tavares       | 4–6, 2–6, 4–6                       | Поразка   |
| Група II зони Європа/Африка 2006 | 1р    | 4-08-2006 | Рок Ярць       | Алжир           | Тенісний корт | Лямін Уахаб Сліман Сауді              | 2–6, 2–6, 4–6                       | Поразка   |
| Група II зони Європа/Африка 2006 | RPO   | 7-22-2006 | Лука Грегорць  | Ірландія        | Тенісний корт | Джеймс Класкі Stephen Nugent          | 6–7(7–9), 6–3, 3–6, 6–3, 7–5        | Перемога  |
| Група II зони Європа/Африка 2007 | 1р    | 4-07-2007 | Лука Грегорць  | Естонія         | Тенісний корт | Майт Кюннап Юрген Зопп                | 2–6, 6–3, 6–3, 6–7(5–7), 4–6        | Поразка   |
| Група II зони Європа/Африка 2007 | ЧФ    | 7-21-2007 | Лука Грегорць  | Марокко         | Тенісний корт | Реда Ель Амрані Юнес Ель-Айнауї       | 6–7(2–7), 6–4, 6–4, 6–4             | Перемога  |
| Група II зони Європа/Африка 2008 | 1р    | 4-12-2008 | Марко Ткалець  | Cyprus          | Тенісний корт | Маркос Багдатіс Фотос Калліас         | 6–7(4–7), 6–4, 2–6, 6–4, 1–6        | Поразка   |
| Група II зони Європа/Африка 2008 | RPO   | 7-19-2008 | Лука Грегорць  | Туніс           | Тенісний корт | Haithem Abid Малік Джазірі            | 6–3, 5–7, 6–7(5–7), 5–7             | Поразка   |
| Група II зони Європа/Африка 2009 | 1р    | 3-07-2009 | Марко Ткалець  | Єгипет          | Тенісний корт | Карім Маамун Шеріф Сабрі              | 6–2, 6–3, 6–3                       | Перемога  |
| Група II зони Європа/Африка 2009 | ЧФ    | 7-19-2009 | Андрей Крачман | Литва           | Тенісний корт | Річардас Беранкіс Vadim Pinko         | 7–6(7–2), 6–3, 6–3                  | Перемога  |
| Група II зони Європа/Африка 2009 | ПФ    | 9-19-2009 | Лука Грегорць  | Латвія          | Тенісний корт | Ернестс Гулбіс Денісс Павловс         | 6–7(5–7), 6–4, 6–2, 2–6, 6–4        | Перемога  |
| Група II зони Європа/Африка 2010 | 1р    | 3-06-2010 | Лука Грегорць  | Норвегія        | Тенісний корт | Ерлінґ Твейт Стіан Боретті            | 7–6(7–2), 7–6(7–5), 7–5             | Перемога  |
| Група II зони Європа/Африка 2010 | ЧФ    | 7-10-2010 | Лука Грегорць  | Болгарія        | Тенісний корт | Григор Димитров Івайло Трайков        | 6–7(3–7), 7–6(7–2), 7–6(14–12), 6–3 | Перемога  |
| Група II зони Європа/Африка 2010 | ПФ    | 9-18-2010 | Лука Грегорць  | Литва           | Тенісний корт | Річардас Беранкіс Лауринас Грігеліс   | 7–5, 6–4, 1–6, 3–6, 3–6             | Поразка   |
| Група I зони Європа/Африка 2011  | 1р    | 3-05-2011 | Лука Грегорць  | Finland         | Тенісний корт | Харрі Хеліовара Яркко Ніємінен        | 6–7(5–7), 6–4, 6–4, 7–5             | Перемога  |
| Група I зони Європа/Африка 2011  | 2р    | 7-09-2011 | Блаж Кавчич    | Італія          | Тенісний корт | Сімоне Болеллі Даніеле Браччалі       | 6–7, 6–7, 2–6                       | Поразка   |
| Група I зони Європа/Африка 2012  | 1р    | 2-11-2012 | Блаж Кавчич    | Данія           | Тенісний корт | Томас Кроманн Фредерік Нільсен        | 6–4, 6–7, 6–4, 7–5                  | Перемога  |
| Група I зони Європа/Африка 2012  | 2р    | 4-07-2012 | Блаж Кавчич    | Південна Африка | Тенісний корт | Равен Класен Ізак ван дер Мерве       | 7–6(7–5), 6–7(4–7), 1–6, 4–6        | Поразка   |
| Група I зони Європа/Африка 2013  | 1р    | 2-02-2012 | Блаж Кавчич    | Польща          | Тенісний корт | Маріуш Фирстенберг Марцин Матковський | 6–3, 2–6, 6–2, 4–6, 13-11           | Перемога  |